# The Engineer (revista)
The Engineer és una revista de divulgació tècnica amb seu a Londres on hom pot trobar els darrers avenços en enginyeria i tecnologia tant al Regne Unit com internacionals. Fou fundada el gener de 1856 i es troba entre les publicacions professionals més antigues del món. The Engineer se centra sobretot en noves tecnologies lligades a les energies alternatives i la millora de les fonts energètiques tradicionals, a avanços en bioenginyera, aviació, enginyeria naval, comunicacions, defensa o producció. També s'hi pot trobar una gran secció d'ofertes de treball per enginyers així com informació sobre convencions i cursos de formació.
El fundador fou Edward Charles Healey, un emprenedor i enginyer amb interessos financers als ferrocarrils. El diari publicava cròniques i explicava la gran quantitat de millores tècniques durant el gran desenvolupament en l'època victoriana.
Abans de la fi del segle xix, The Engineer havia cobert fites com ara el procés Bessemer per la fabricació d'acer, la invenció del telèfon o la llum per part de Thomas Edison.
Durant el següent segle i mig The Engineer reflectí no només la ràpida evolució de la tecnologia, sinó també la història de Gran Bretanya. Per exemple, en els primers anys fou testimoni de gran quantitat de projectes duts a terme per l'Imperi Britànic. Durant la Segona Guerra Mundial, la revista es va centrar en el paper dels enginyers en la lluita contra el Nazis, per exemple amb el motor Rolls-Royce Merlin desenvolupat per donar potència a l'avió de combat Supermarine Spitfire, de la Royal Air Force
Al llarg de la seua vida, la revista ha narrat altres esdeveniments com ara l'enfonsament del Titanic, l'arribada de la televisió, el llançament del Spútnik, la cooperació anglo-francesa en el Concorde.